# 張瀾 (成化河南進士)
張瀾（1445年—？），字道本，河南河南府新安縣人，軍籍，明朝政治人物。

## 生平
河南鄉試第五十三名舉人。成化二十三年（1487年）中式丁未科會試第三百十八名，三甲第八十二名進士。官知縣。

## 家族
曾祖張時中，通判；祖父張宗玉，縣丞；父張鉞，進士 州同知 贈戶部主事。母宰氏（贈安人）；繼母方氏。永感下。兄張澍（知府）；张澣（訓科）。弟张溥（贡士）。